# Ordre de l'Amitié (Chine)
Pour les articles homonymes, voir Ordre de l'Amitié et Ordre de la République.
L'ordre de l'Amitié (en chinois : 友谊勋章) est avec l'ordre de la République, la plus haute décoration chinoise, fondée le 29 septembre 2019. 
Le 27 décembre 2015, le Comité permanent de l'Assemblée nationale populaire vote une loi établissant 2 ordres nationaux, l'ordre de l'Amitié et l'ordre de la République, constitué le 1er janvier 2016.
Le régime chinois décrit cet ordre décerné aux étrangers à ceux ayant apporté une « contribution exceptionnelle à la modernisation socialiste de la Chine » et ayant participé à la « promotion des échanges et la coopération entre la Chine et les pays étrangers » et la protection de la paix mondiale.
Le premier récipiendaire de la distinction de l'ordre de l'Amitié est le président Vladimir Poutine, décerné par Xi Jinping, lors d'une visite d'État le 8 juin 2018.

## Récipiendaires
| Nom | Nom                          | Pays        | Fonction | Date               |
| --- | ---------------------------- | ----------- | --- | ------------------ |
|     | Vladimir Poutine             | Russie      | Président de la fédération de Russie                                                                           | 8 juin 2018        |
|     | Noursoultan Nazarbaïev       | Kazakhstan  | 1er président de la république du Kazakhstan                                                                   | 28 avril 2019      |
|     | Raúl Castro                  | Cuba        | Président du Conseil d'État de la république de Cuba et premier secrétaire du Parti communiste                 | 29 septembre 2019, |
|     | Maha Chakri Sirindhorn       | Thaïlande   | Princesse de Thaïlande                                                                                         | 29 septembre 2019, |
|     | Salim Ahmed Salim            | Tanzanie    | Ancien Premier ministre de Tanzanie                                                                            | 29 septembre 2019, |
|     | Galina Veniaminovna Kulikova | Russie      | Première vice-présidente de l'Association d'amitié Russie-Chine                                                | 29 septembre 2019, |
|     | Jean-Pierre Raffarin         | France      | Ancien Premier ministre, Représentant spécial du gouvernement français en Chine                                | 29 septembre 2019, |
|     | Isabel Crook                 | Canada      | Professeure, ayant participé à la révolution culturelle                                                        | 29 septembre 2019, |
|     | Norodom Monineath            | Cambodge    | Reine-mère du Cambodge                                                                                         | 6 novembre 2020    |
|     | Nguyễn Phú Trọng             | Viêt Nam    | Secrétaire général du Parti communiste vietnamien                                                              | 31 octobre 2022    |
|     | Emomali Rahmon               | Tadjikistan | Président du Tadjikistan                                                                                       | 5 juillet 2024     |
|     | Dilma Rousseff               | Brésil      | Ancienne Présidente de la république fédérative du Brésil et présidente de la Nouvelle banque de développement | 29 septembre 2024  |